# Neritos leucostigma
Neritos leucostigma là một loài bướm đêm thuộc phân họ Arctiinae, họ Erebidae.